# Craco
Craco (Graculum em latim) é uma comuna italiana da região da Basilicata, província de Matera, com cerca de 796 habitantes.
O centro histórico foi abandonado devido a um deslizamento de terra, transformando-se em uma cidade fantasma. Hoje, o velho aglomerado tornou-se um destino turístico e um popular local de filmagem.

## História
As origens de Craco remontam ao século VIII a.C. É provável que tenha oferecido abrigo para as colonos gregos de Metaponto, quando eles se mudaram para fugir da malária.
Craco foi subsequentemente um centro bizantino. O primeiro testemunho sobre o nome da cidade remonta a 1060, quando o território foi sob a autoridade do arcebispo Arnaldo de Tricarico, que lhe deu o nome de Graculum, que significa "pequeno campo arado". Erberto, talvez de origem normanda, foi o primeiro senhor feudal entre 1154 e 1168 e a estrutura do centro histórico remonta a este período.
Durante o reino de Frederico II, Craco foi um importante centro militar estratégico. Em 1799, durante a República Napolitana, a população aderiu aos ideais republicanos e se rebelou contra o poder feudal mas a revolta foi reprimida com violência após a restauração bourbônica.
Como a maioria dos centros em Basilicata, a cidade foi envolvida no fenômeno do brigantaggio. Durante a ocupação napoleônica, foi saqueada por quadrilhas de bandidos o 18 de julho de 1807, que roubaram e mataram os senhores pró-franceses. Em 1861, durante a reação bourbônica após a unificação da Itália, Craco foi invadida pela armada do famoso brigante Carmine Crocco.
Devido a um deslizamento de terra de grandes proporções, em 1963 a cidade começou a ser evacuada e uma parte dos habitantes se mudou para o vale, em Craco Peschiera. O desastre foi causado pelas obras de infra-estrutura a serviço da cidade. Em 1972, uma enchente piorou ainda mais a situação, evitando um possível repovoamento do centro histórico e, após o sismo de 1980, Craco foi completamente abandonada.
Em 2010, Craco foi incluída na lista de observação do World Monuments Fund.

## Geografia
Estende-se por uma área de 76 km², tendo uma densidade populacional de 10 hab/km². Faz fronteira com Ferrandina, Montalbano Jonico, Pisticci, San Mauro Forte, Stigliano. Possui um clima mediterrânico

## Demografia
| Variação demográfica do município entre 1861 e 2011                               |
|                                                                                   |
| Fonte: Istituto Nazionale di Statistica (ISTAT) - Elaboração gráfica da Wikipedia |

## Cultura

### Cinema
Alguns filmes rodados em Craco são:
- 1953: A Loba, de Alberto Lattuada
- 1979: Cristo parou em Eboli, de Francesco Rosi
- 1981: Tre fratelli, de Francesco Rosi
- 1985: O Rei David, de Bruce Beresford
- 1986: Sua Santidade e os Homens, de Robert M. Young
- 1990: The Sun Also Shines at Night, de Paolo e Vittorio Taviani
- 1996: Ninfa plebea, de Lina Wertmüller
- 2004: A Paixão de Cristo, de Mel Gibson
- 2006: The Nativity Story, de Catherine Hardwicke
- 2008: 007 - Quantum of Solace, de Marc Forster

### Televisão
- O centro histórico foi um dos sets de filmagem da série de televisão italiana Classe di ferro (1989-1991), de Bruno Corbucci.[7]
- Craco foi escolhida entre os locais de filmagem para a telenovela O Rei do Gado (1996-1997), de Luiz Fernando Carvalho.[8]

## Galeria

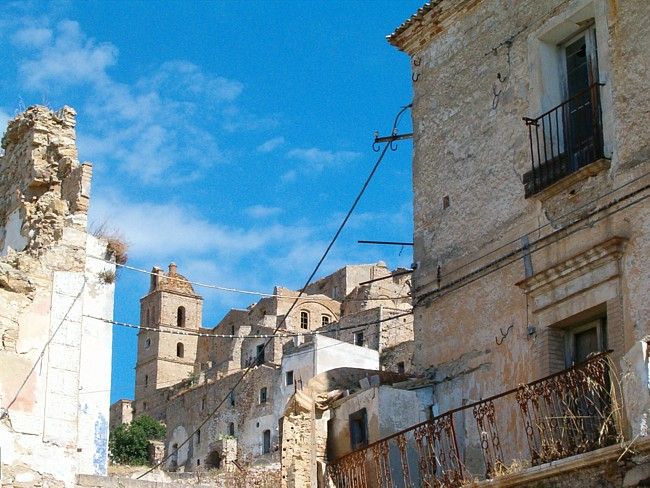
Ruínas de Craco
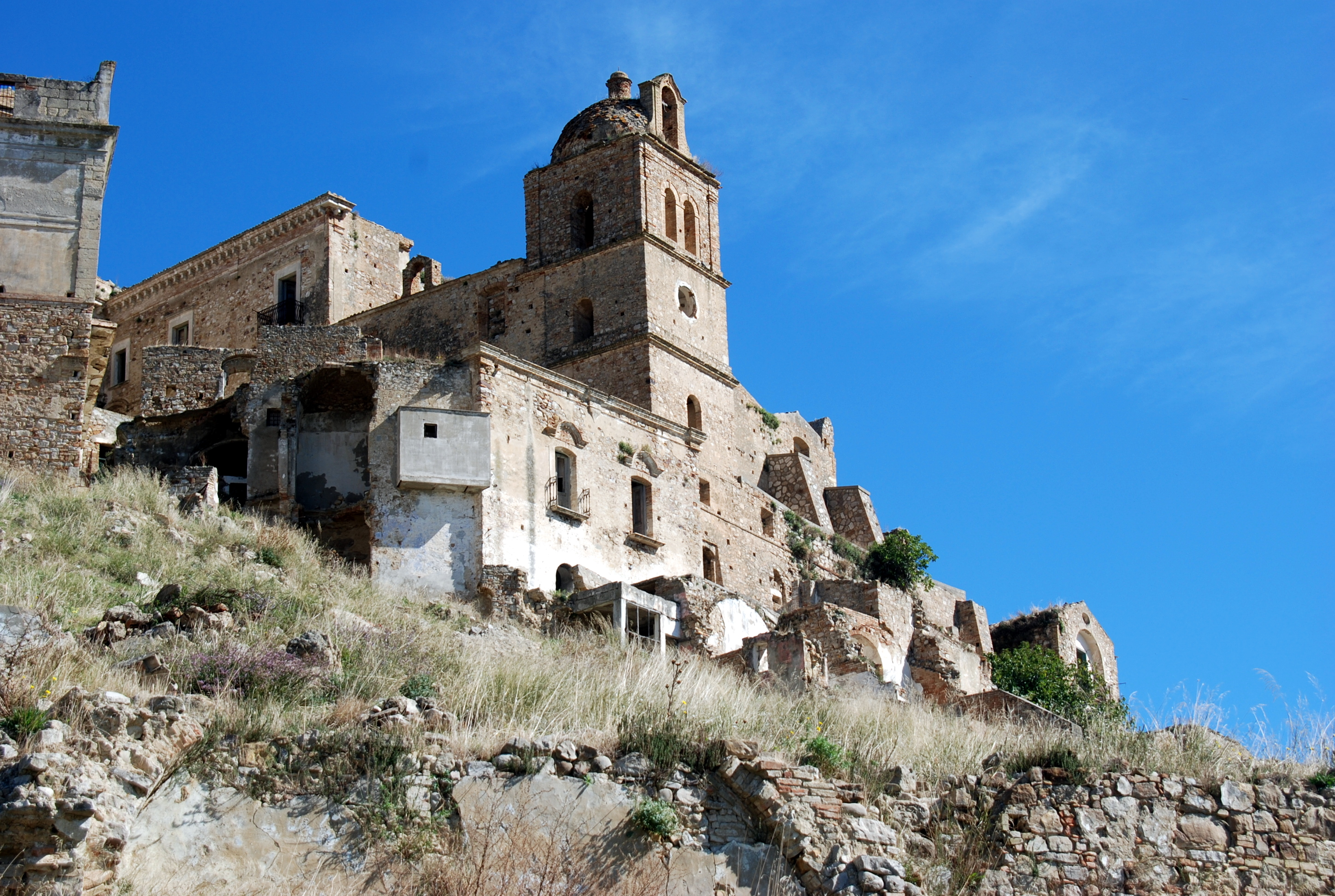
Vista de Craco
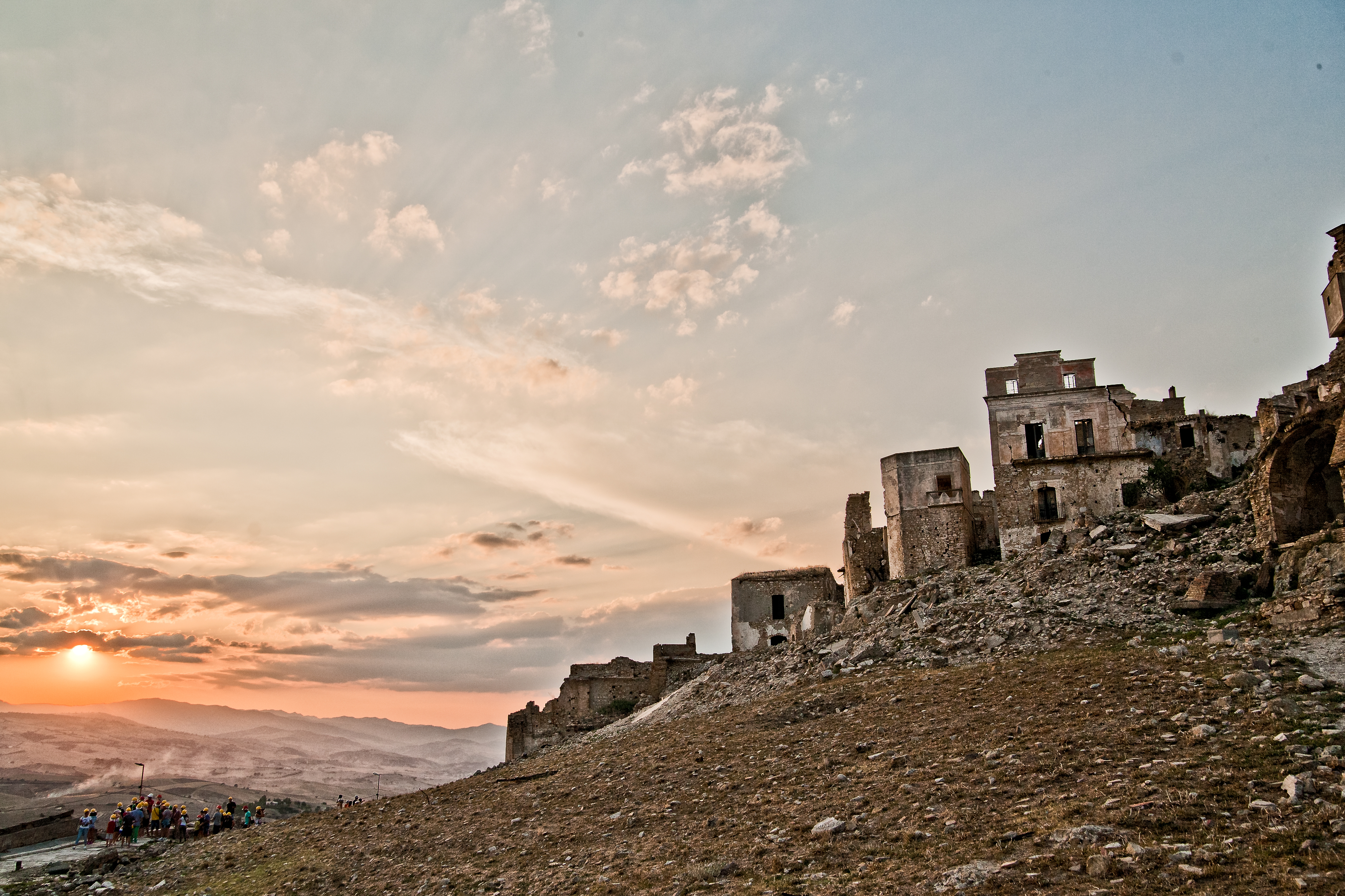
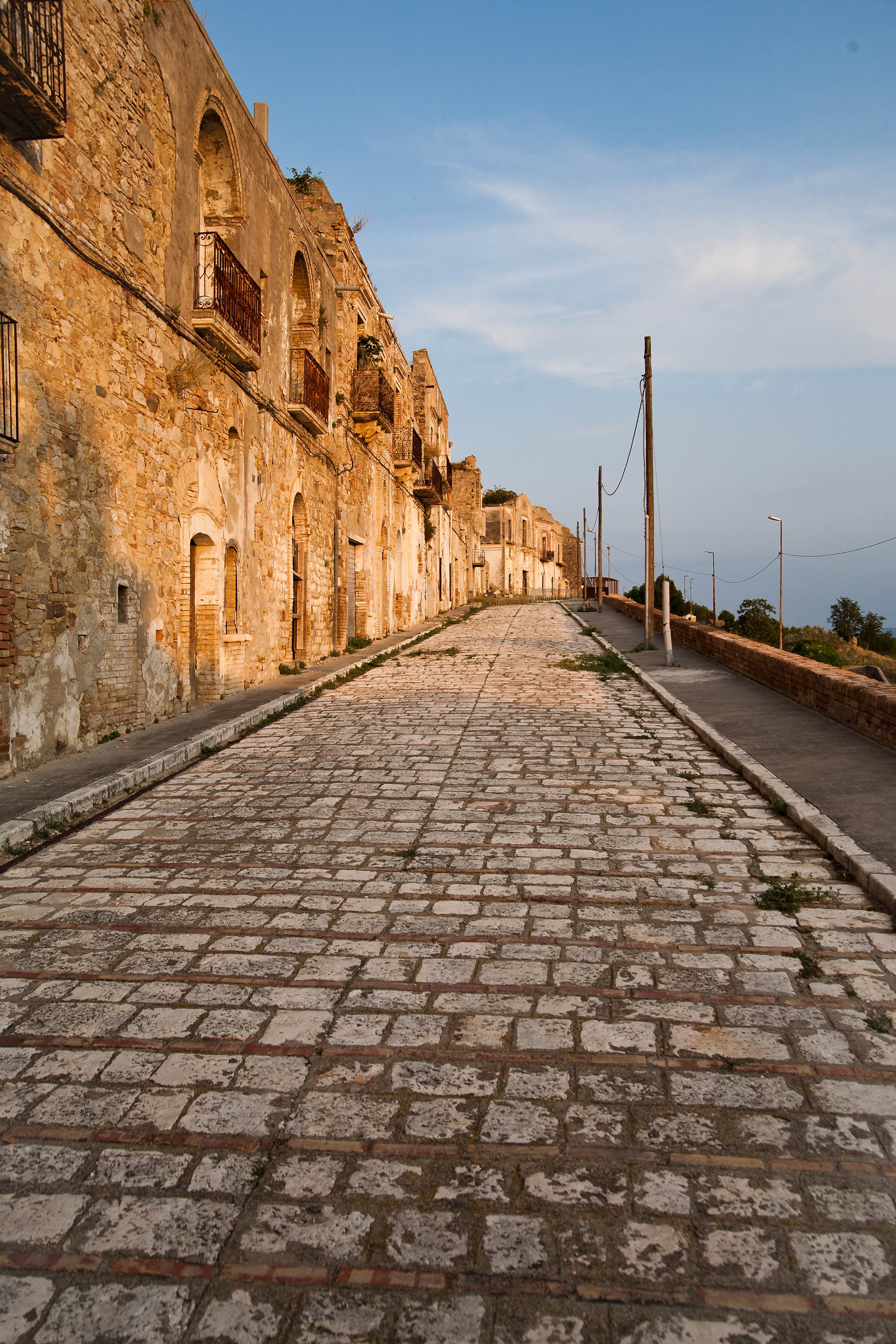
Rua do centro
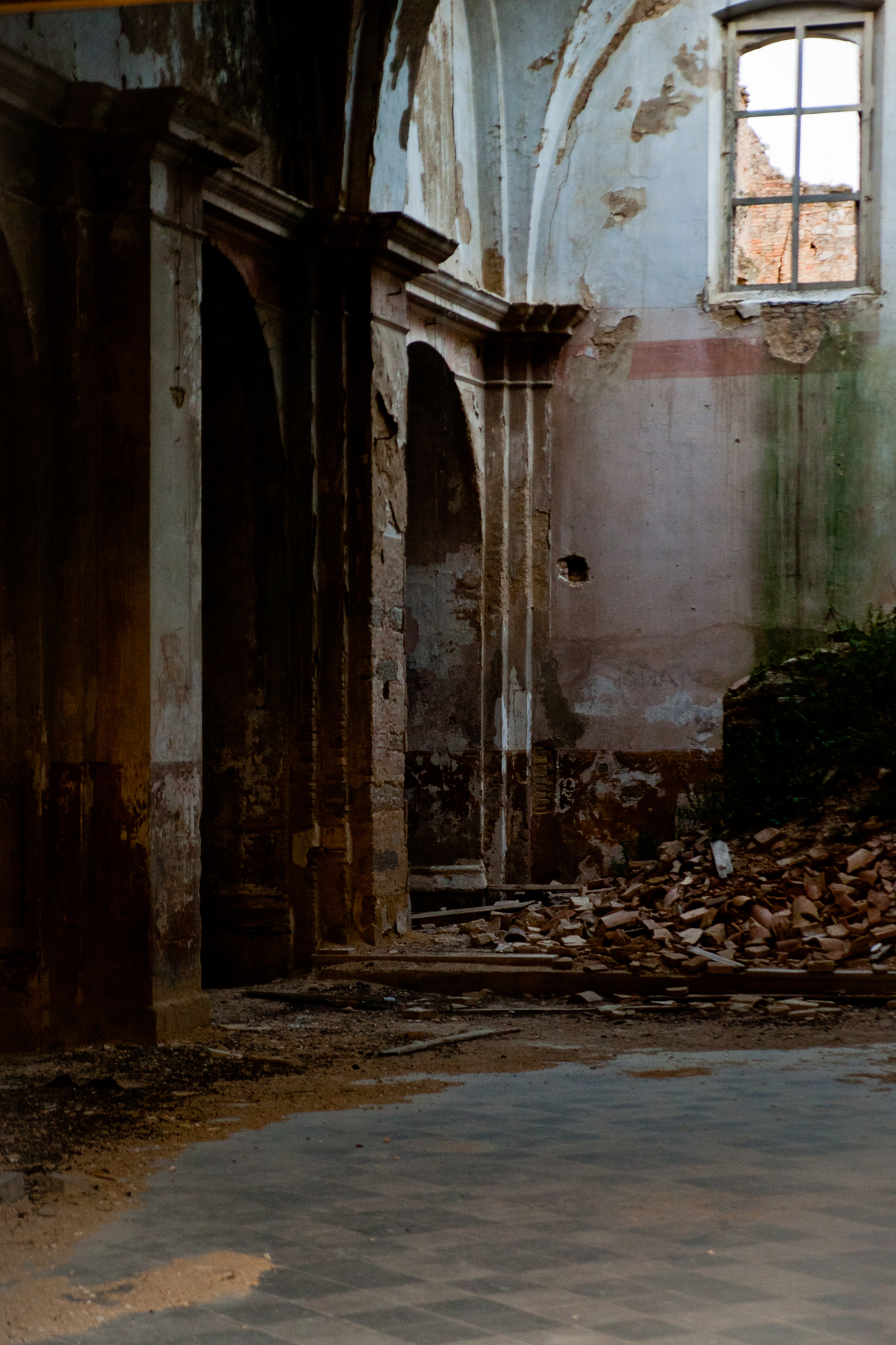
Interior de um edifício
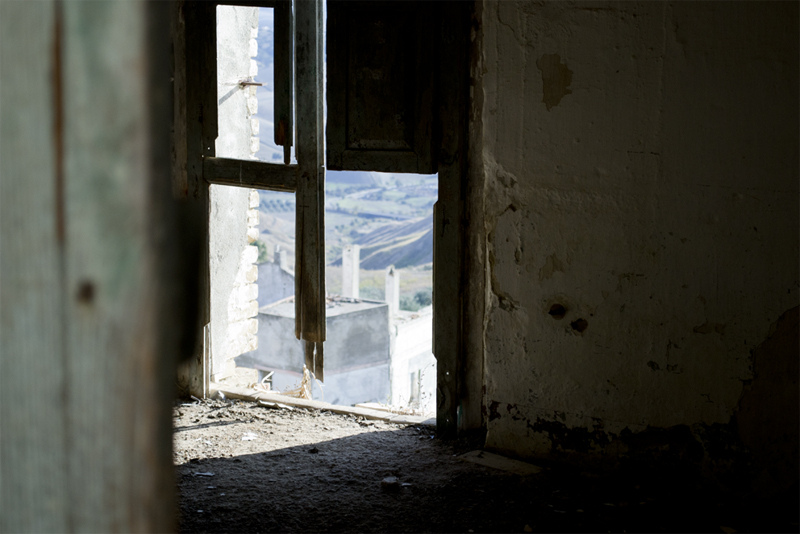
Edifício abandonado